# Synete subcaeca
Synete subcaeca är en fjärilsart som beskrevs av Sergius G. Kiriakoff 1959. Synete subcaeca ingår i släktet Synete och familjen tandspinnare. Inga underarter finns listade i Catalogue of Life.